# Limpach (Luxemburg)
Limpach (en luxemburgués: Lampech) és una vila de la comuna de Reckange-sur-Mess del districte de Luxemburg al cantó d'Esch-sur-Alzette. Està a uns 12,13 km de distància de la Ciutat de Luxemburg.